# Дружба (парк, Новоайдарський район)
Па́рк «Дру́жба» — один з об'єктів природно-заповідного фонду Луганської області, парк-пам'ятка садово-паркового мистецтва загальнодержавного значення.

## Розташування
Парк розташований на території Побєдівської сільської ради Новоайдарського району Луганської області та Державного підприємства «Новоайдарське лісомисливське господарство». В мережі фізико-географічного районування парк розміщений в степовій зоні, північно-степової підзоні, Задонецько-Донської північно-степової провінції, Старобільської схилово-височинної області. 
Координати: 49° 02' 39" північної широти, 39° 07' 33" східної довготи.

## Історія
Парк «Дружба» закладений у 1956 р. Парком-пам'яткою садово-паркового мистецтва оголошений постановою Державного комітету Української РСР по екології і раціональному природокористуванню від 30 серпня 1990 № 18.

## Мета
Мета створення пам'ятки природи — збереження та охорона цінного зразка паркобудівництва, використання в естетичних, природоохоронних та оздоровчих цілях.

## Завдання
Основним завданням пам'ятки природи є забезпечення збереження та раціонального використання природних ресурсів в естетичних, виховних, природоохоронних та оздоровчих цілях.

## Загальна характеристика
Загальна площа парку — 50 га. На його території прокладені меморіальна алея на честь 50-річчя Жовтневої революції, алея новонароджених, а також алея «Дружба», яку висадили члени делегацій колишньої НДР, Франції, Болгарії. Ажурний висячий міст з'єднує парк з лісовим масивом, що має мальовничі галявини та балки.

## Рослинний світ
Флора парку представлена 30 видами дерев і чагарників, серед них — акація біла, вільха клейка, липа, тополя чорна, дуб звичайний, кінський каштан звичайний, береза бородавчаста, бузина чорна, ялівець звичайний, ліщина та інші.